# Congresso armeno di Erzurum
Il congresso armeno di Erzurum (l'8º Congresso mondiale della Federazione rivoluzionaria armena ), tenutosi dalla fine di luglio al 2 agosto 1914, fu uno spartiacque in cui i rappresentanti del partito al governo del Comitato dell'Unione e del Progresso chiesero alla Federazione rivoluzionaria armena (il principale partito armeno sia nell'impero ottomano che in quello russo) di incitare una ribellione degli armeni russi contro il regime zarista al fine di facilitare la conquista della Transcaucasia in caso di apertura di un fronte del Caucaso.

## Proposte
Il piano ottomano aveva lo scopo di trascinare persiani, curdi, tartari e georgiani in una guerra santa contro gli alleati. Per portare avanti questo progetto era necessario assicurarsi che gli armeni (nell'eventualità che fossero diventati ostili), e la loro posizione geografica non avrebbe ostacolato la cooperazione tra queste etnie. Se questo accordo fosse andato avanti e se gli armeni ottomani non avessero sostenuto i russi, sarebbe stata offerta loro l'autonomia. Questa offerta rappresentava un passo in avanti rispetto al pacchetto di riforme armene, che era già stato stabilito nel febbraio 1914.
Lo zar ha promesso l'autonomia per l'Armenia russa e sia per i sei vilayet armeno-turchi e sia alle due province russo-armene. In precedenza, secondo quanto riferito, un ministro zarista degli affari esteri aveva confidato l'obiettivo della Russia: "Abbiamo bisogno dell'Armenia, ma senza gli armeni". Principalmente a causa della fiducia riposta su Francia e Gran Bretagna come Stati associati della Russia, il Consiglio nazionale armeno dell'Impero russo accettò l'offerta dello Zar. Una riunione rappresentativa degli armeni russi si riunì a Tiflis, nel Caucaso, nell'agosto 1914. Lo zar chiese la lealtà e il sostegno dell'Armenia alla Russia nel conflitto. La proposta fu concordata e quasi 20000 armeni risposero alla chiamata, di cui solo 7000 ricevettero le armi.

## Membri
I negoziati a Erzurum si svolsero tra gli affiliati armeni Arshak Vramian, Rostom (Stepan Zorian) ed Edgar Aknouni (Khatchatour Maloumian) e gl affiliati ottomani Dr. Bahaeddin Şakir, Omer Naji (Omer Naci) e Hilmi Bey, accompagnati da un entourage internazionale dei popoli del Caucaso.

## Conclusione
Gli armeni erano abbastanza disposti a rimanere fedeli al loro governo, ma dichiararono la loro incapacità di accettare l'altra proposta, quella di incitare i loro compatrioti sotto il dominio russo all'insurrezione.
Il rifiuto da parte degli armeni ottomani di quell'unica condizione portò a gravi conseguenze per loro stessi. Venuto a conoscenza di un possibile conflitto con gli armeni russi, il governo ottomano nel settembre 1914 decise che gli armeni russi e gli armeni turchi sarebbero stati uno svantaggio in una guerra contro la Russia.
Si afferma che la proposta sia stata sviluppata dall'Ufficio di intelligence tedesco per l'Est, con sede a Istanbul. L'Ufficio Informazioni per l'Oriente fu istituito alla vigilia della prima guerra mondiale, dedicato a promuovere e sostenere le agitazioni sovversive e nazionaliste nell'Impero indiano britannico e negli stati satelliti di Persia ed Egitto. Fu coinvolto nei primi piani di guerra e nella decisione del califfo ottomano di dichiarare la Jihad.
L'Impero ottomano smantellò il pacchetto di riforme armene il 16 dicembre 1914, subito dopo il primo impegno della campagna del Caucaso durante l'offensiva Bergmann del 2 novembre 1914. Dall'altro lato, il 30 dicembre 1914 lo zar visitò il fronte del Caucaso, dicendo al capo della Chiesa armena che "un futuro brillante attende gli armeni".